# Canyon Lake (Kalifornija)
Canyon Lake je grad u američkoj saveznoj državi Kalifornija. Prema popisu stanovništva iz 2010. u njemu je živjelo 10,561 stanovnika.